# LÉ Aoife (P22)
LÉ Aoife (P22) je hlídková loď třídy Emer irského námořnictva. Irsko plavidlo provozovalo v letech 1979–2015. Vyřazené plavidlo zakoupila Malta, jejíž ozbrojené síly loď provozují od června 2015 jako P62. Jedná se o největší maltskou válečnou loď.

## Stavba
Plavidlo postavila irská loděnice Verlome Dockyard v Corku. Loď byla spuštěna na vodu 12. dubna 1979 a uvedena do služby dne 29. listopadu 1979.

## Konstrukce
Elektroniku tvoří radary Kelvin Hughes Mk.IV, Decca 1230 a sonar simrad. Výzbroj tvoří jeden 40mm kanón Bofors a dva 20mm kanóny Rheinmetall Rh 202. Osobní zbraně posádky tvoří pistole ráže 9 mm a kulomety ráže 7,62 mm. Pohonný systém tvoří dva diesely SEMT-Pielstick 6PA6 L280 o výkonu 48 000 hp. Lodní šroub je jeden. Nejvyšší rychlost dosahuje 17 uzlů. Dosah je 6750 námořních mil při rychlosti 12 uzlů.

## Operační služba
Plavidlo se roku 1985 podílelo na nalezení černé skříňky Boeingu 747-237B letu Air India 182, který vybuchl ve vzduchu poblíž Irska. Irsko plavidlo vyřadilo dne 1. února 2015. Následně byla loďprodána Maltě, která ji dne 26. června 2015 zařadila do služby jako P62.